# Bridgnorth

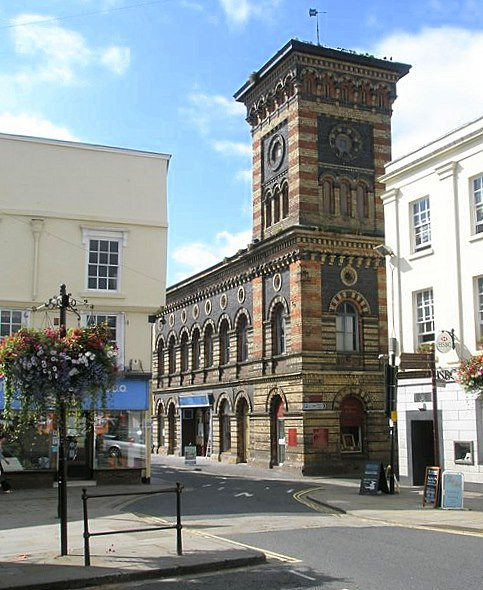
Il mercato di Bridgnorth

Bridgnorth è un paese di 12 079 abitanti della contea dello Shropshire, in Inghilterra. 
Il paese è situato nella valle del Severn ed è diviso in due dal fiume Severn. La parte destra rispetto allo scorrere del fiume è chiamata High Town, mentre la parte sinistra è chiamata Low Town. Questa terminologia deriva dalla differente altezza del terreno circostante dalle due parti del fiume.
All'interno del paese sono presenti le rovine del castello di Bridgnorth.

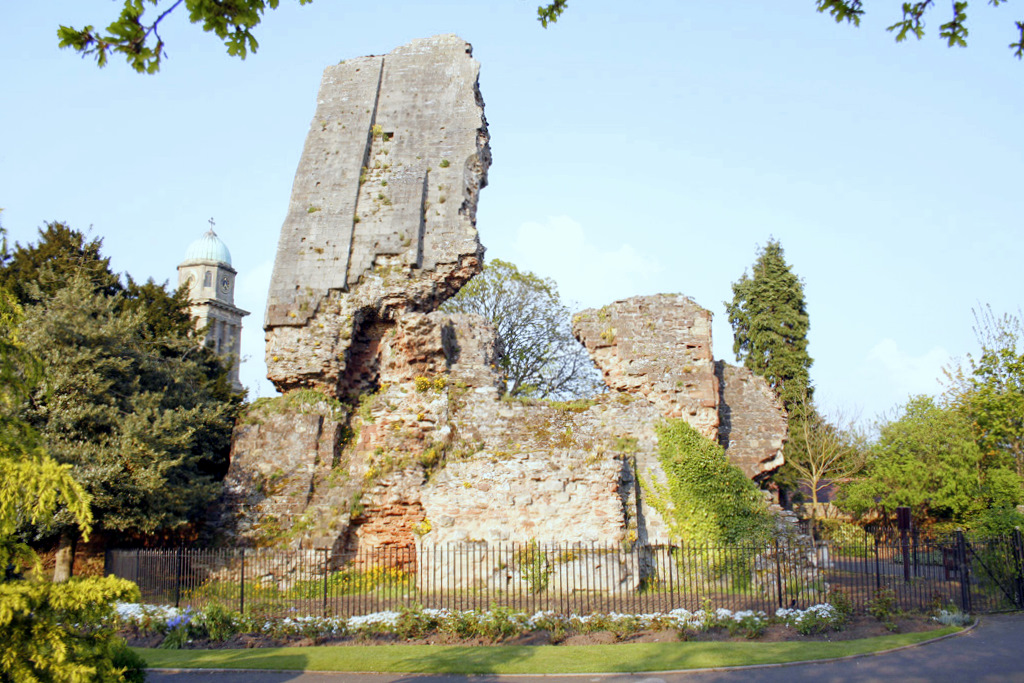
Le rovine del castello di Bridgnorth

Una storica ferrovia funicolare, la Bridgnorth Cliff Railway, unisce un punto della sponda destra situata al livello della sponda sinistra con la parte alta della città sulla sponda destra.
La stazione ferroviaria di Bridgnorth è il capolinea settentrionale della Severn Valley Railway, un'antica ferrovia mantenuta a fini storici e turistici da parte di un'associazione di volontariato che realizzano più volte al giorno, quasi tutti i giorni dell'anno, diverse corse fino a Kidderminster, con treni a vapore ed occasionalmente a diesel storici, secondo un orario prefissato.

## Amministrazione

### Gemellaggi
- Thiers, dal 1978
- Schrobenhausen, dal 1992